# Chrysogonus Reisch

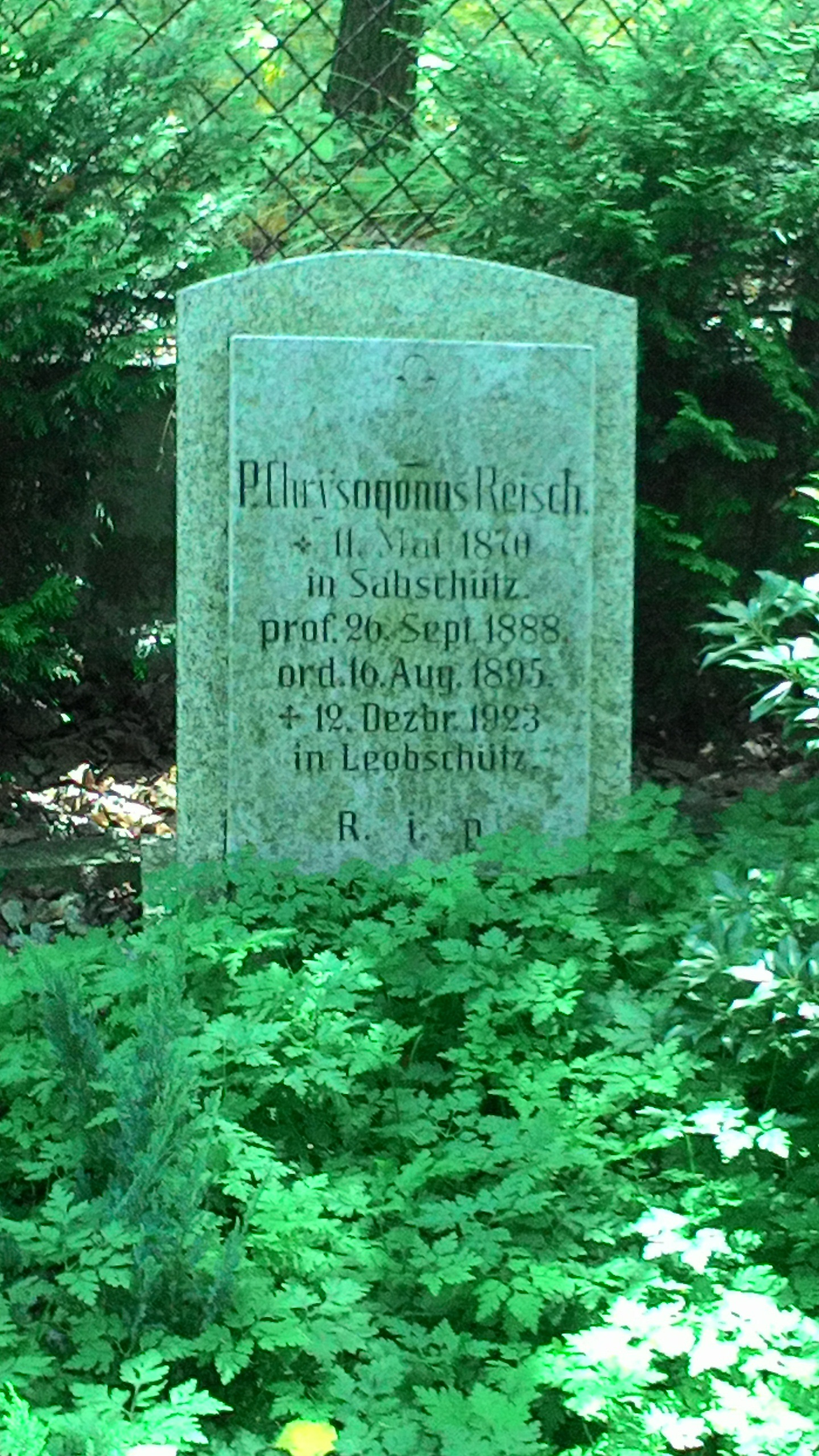
Grabstein von Chrysogonus Reisch in Prudnik (Neustadt O.S.)

Chrysogonus Reisch (* 11. Mai 1870 in Sabschütz bei Leobschütz als Anton Reisch; † 12. Dezember 1923 in Leobschütz) war ein deutscher Franziskaner und Historiker.
Anton Reisch trat im Jahr 1887 der Sächsische Franziskanerprovinz (Saxonia) des Franziskanerordens bei, wobei er den Ordensnamen Chrysogonus erhielt. Er studierte ab 1887 Philosophie in Düsseldorf und Theologie in Paderborn. Am 16. August 1895 empfing er die Priesterweihe.
Spätestens seit 1897 und vermutlich bis 1900 lebte er im Konvent St. Annaberg und wurde dann nach Breslau versetzt, wo er im Franziskanerseminar Vorträge über kanonisches Recht hielt. 1902 wurden die Konvente in Schlesien aus der Saxonia herausgelöst und bildeten jetzt die selbständige Schlesische Franziskanerprovinz (Silesia). In den Jahren 1917 und 1918 war P. Chrysogonus Guardian des Breslauer Franziskanerkonvents St. Ägidius. 1918 wurde er Guardian des Konvents in Neustadt O.S. und 1921 dann Guardian in Leobschütz, wo er bis zu seinem Tod lebte.
Seit 1900 beschäftigte sich Bruder Chrysogonus mit der Geschichte des Franziskanerordens in Schlesien. Er beteiligte sich ab 1806 an einem Projekt zur Aufarbeitung der Geschichte der Saxonia nach der historisch-kritischen Methode und einheitlichen Grundsätzen. Vorgesehen war eine dreibändige Veröffentlichung. Das Projekt stand unter der Leitung von Patricius Schlager, Reisch forschte zu den Kustodien Breslau und Goldberg und den Klarissenklöstern Breslau und Strehlen. Nach dem Ersten Weltkrieg wurden die Arbeiten an einer solchen übergreifenden Reihe jedoch nicht fortgesetzt.

## Werke (Auswahl)
- Geschichte des Klosters und der Kirche St. Dorothea in Breslau. Görlich & Coch (Rudolf Sprick), Breslau 1908 (Digitalisat).
- Geschichte des St. Annaberges in Oberschlesien, Breslau 1910, S. 408.
- Die Franziskaner im heutigen Schlesien von Anfange des 17. Jahrhunderts bis zur Säkularisation. In: Zeitschrift des Vereins für die Geschichte Schlesiens Nr. 47, 1913, S. 276–300.
- Tausch des Franziskanerkonventes St. Antonius mit dem Kloster der Elisabethinerinnen in Breslau. In: Franziskanische Studien, Nr. 1, 1914, S. 76–86.
- Urkundenbuch der Kustodien Goldberg und Breslau, Teil I: 1240–1517. Düsseldorf 1917, S. 479.

Die Monographie über das St. Annabergkloster wurde zweimal ins Polnische übersetzt und erschien unter den Titeln:
- Pamiątka 200-letniego istnienia Kalwaryi na Górze Św. Anny. Wrocław 1909.
- Historia Góry Świętej Anny na Górnym Śląsku. Franciszkańskie Wyd. św. Antoniego, Wrocław 2006.